# LNFA Femenina 7×7 2021
La LNFA Femenina 2021 7×7 è la 3ª edizione del campionato di football americano femminile di secondo livello, organizzato dalla FEFA.

## Squadre partecipanti
| Club                   | Città               | Stadio | Sponsor ufficiale | Risultato nella stagione 2020 |
| ---------------------- | ------------------- | ------ | ----------------- | ----------------------------- |
| Badalona Dracs         | Badalona            |        |                   |                               |
| Barberá Rookies        | Barberà del Vallès  |        |                   |                               |
| Barcelona Búfals       | Barcellona          |        |                   |                               |
| Camioneros de Coslada  | Coslada             |        |                   |                               |
| Las Rozas Black Demons | Las Rozas de Madrid |        |                   |                               |
| Málaga Corsairs        | Malaga              |        |                   |                               |
| Osos de Rivas          | Rivas-Vaciamadrid   |        |                   |                               |
| Tres Cantos Jabatos    | Tres Cantos         |        |                   |                               |
| Valencia Firebats      | Valencia            |        |                   |                               |
| Zaragoza Hurricanes    | Saragozza           |        |                   |                               |
| Camioneros de Coslada  | Torrelavega         |        |                   |                               |
| Málaga Corsairs        | Malaga              |        |                   |                               |

## Stagione regolare

### Calendario

#### 1ª giornata
| 23 gennaio 2021, ore 16:00 | Zaragoza Hurricanes | 0 – 74 referto | Valencia Firebats |  |

| Las Rozas de Madrid 23 gennaio 2021, ore 17:00 | Las Rozas Black Demons | 54 – 2 referto | Tres Cantos Jabatos | Campo de Rugby El Cantizal |

#### 2ª giornata
| El Burgo de Ebro 6 febbraio 2021, ore 16:00 | Zaragoza Hurricanes | 0 – 54 referto | Barberá Rookies | Campo Municipal |

| Tres Cantos 6 febbraio 2021, ore 16:00 | Tres Cantos Jabatos | 18 – 39 referto | Osos de Rivas | Polideportivo de la Luz |

| Las Rozas de Madrid 6 febbraio 2021, ore 17:00 | Las Rozas Black Demons | 67 – 0 referto | Camioneros de Coslada | Campo de Rugby El Cantizal |

| Santa Coloma de Gramenet 7 febbraio 2021, ore 11:00 | Badalona Dracs | 19 – 28 referto | Barcelona Búfals | Campo de Fútbol Badalona Sud |

#### Recuperi 1
| Coslada 14 febbraio 2021, ore 12:00 | Camioneros de Coslada | 12 – 26 referto | Málaga Corsairs | Polideportivo Valleaguado |

#### 3ª giornata
| Barberà del Vallès 20 febbraio 2021, ore 16:00 | Barberá Rookies | 38 – 0 referto | Badalona Dracs | Instal·lacions de Can Llobet |

| Barcellona 21 febbraio 2021, ore 11:00 | Barcelona Búfals | 22 – 56 referto | Valencia Firebats | Camp de Futbol de la Barceloneta |

| Malaga 21 febbraio 2021, ore 12:00 | Málaga Corsairs | 6 – 34 referto | Osos de Rivas | Campo de fútbol Juval |

#### 4ª giornata
| Tres Cantos 6 marzo 2021, ore 16:00 | Tres Cantos Jabatos | 0 – 53 referto | Málaga Corsairs | Polideportivo de la Luz |

| El Burgo de Ebro 6 marzo 2021, ore 16:00 | Zaragoza Hurricanes | 6 – 19 referto | Badalona Dracs | Campo Municipal |

| Valencia 7 marzo 2021, ore 12:00 | Valencia Firebats | 0 – 39 referto | Barberá Rookies | Estadio Municipal Jardín del Turia |

#### 5ª giornata
| Santa Coloma de Gramenet 21 marzo 2021, ore 11:00 | Badalona Dracs | 7 – 34 referto | Valencia Firebats | Campo de Fútbol Badalona Sud |

| Barcellona 21 marzo 2021, ore 11:00 | Barcelona Búfals | 48 – 0 referto | Zaragoza Hurricanes | Camp de Futbol de la Barceloneta |

| Malaga 21 marzo 2021, ore 12:00 | Málaga Corsairs | 6 – 35 referto | Las Rozas Black Demons | Campo de fútbol Juval |

| Rivas-Vaciamadrid 21 marzo 2021, ore 16:00 | Osos de Rivas | 62 – 6 referto | Camioneros de Coslada | Polideportivo Cerro del Telégrafo |

#### 6ª giornata
| Barberà del Vallès 10 aprile 2021, ore 17:00 | Barberá Rookies | 46 – 20 referto | Barcelona Búfals | Instal·lacions de Can Llobet |

| Coslada 10 aprile 2021, ore 17:30 | Camioneros de Coslada | 30 – 40 referto | Tres Cantos Jabatos | Polideportivo Valleaguado |

| Rivas-Vaciamadrid 10 aprile 2021, ore 19:00 | Osos de Rivas | 21 – 18 referto | Málaga Corsairs | Polideportivo Cerro del Telégrafo |

| Valencia 11 aprile 2021, ore 13:00 | Valencia Firebats | 70 – 0 referto | Zaragoza Hurricanes | Estadio Municipal Jardín del Turia |

#### Recuperi 2
| Tres Cantos 18 aprile 2021, ore 12:00 | Tres Cantos Jabatos | 25 – 24 referto | Camioneros de Coslada | Polideportivo de la Luz |

#### 7ª giornata
| Rivas-Vaciamadrid 24 aprile 2021, ore 12:00 | Osos de Rivas | 18 – 43 referto | Las Rozas Black Demons | Polideportivo Cerro del Telégrafo |

| Barberà del Vallès 24 aprile 2021, ore 16:00 | Barberá Rookies | 62 – 7 referto | Zaragoza Hurricanes | Instal·lacions de Can Llobet |

| Barcellona 25 aprile 2021, ore 11:00 | Barcelona Búfals | 48 – 21 referto | Badalona Dracs | Camp de Futbol de la Barceloneta |

| Malaga 25 aprile 2021, ore 12:00 | Málaga Corsairs | 38 – 52 referto | Tres Cantos Jabatos | Campo de fútbol Juval |

#### 8ª giornata
| Badalona 9 maggio 2021, ore 11:00 | Badalona Dracs | 0 – 51 referto | Barberá Rookies | Camp Municipal de Montigalà |

| Valencia 9 maggio 2021, ore 11:00 | Valencia Firebats | 20 – 14 referto | Barcelona Búfals | Polideportivo Quatre Carreres |

| Coslada 9 maggio 2021, ore 12:00 | Camioneros de Coslada | 0 – 61 referto | Las Rozas Black Demons | Polideportivo Valleaguado |

### Classifiche
Le classifiche della regular season sono le seguenti:
- PCT = percentuale di vittorie, G = partite giocate, V = partite vinte,  P = partite perse, PF = punti fatti, PS = punti subiti

#### Grupo Oeste
| Pos. | Squadra                | PCT   | G | V | N | P | PF  | PS  |
| ---- | ---------------------- | ----- | - | - | - | - | --- | --- |
| 1    | Las Rozas Black Demons | 1.000 | 5 | 5 | 0 | 0 | 260 | 26  |
| 2    | Osos de Rivas          | .800  | 5 | 4 | 0 | 1 | 174 | 91  |
| 3    | Tres Cantos Jabatos    | .500  | 6 | 3 | 0 | 3 | 137 | 238 |
| 4    | Málaga Corsairs        | .333  | 6 | 2 | 0 | 4 | 147 | 154 |
| 5    | Camioneros de Coslada  | .000  | 6 | 0 | 0 | 6 | 72  | 281 |

#### Grupo Este
| Pos. | Squadra             | PCT   | G | V | N | P | PF  | PS  |
| ---- | ------------------- | ----- | - | - | - | - | --- | --- |
| 1    | Barberá Rookies     | 1.000 | 6 | 6 | 0 | 0 | 290 | 27  |
| 2    | Valencia Firebats   | .833  | 6 | 5 | 0 | 1 | 254 | 82  |
| 3    | Barcelona Búfals    | .500  | 6 | 3 | 0 | 3 | 180 | 162 |
| 4    | Badalona Dracs      | .167  | 6 | 1 | 0 | 5 | 65  | 205 |
| 5    | Zaragoza Hurricanes | .000  | 6 | 0 | 0 | 6 | 13  | 327 |

## Playoff

### Tabellone
|  | Semifinali | Semifinali             | Semifinali |                        |    | II Final de la LNFA Femenina 7×7 | II Final de la LNFA Femenina 7×7 | II Final de la LNFA Femenina 7×7 |  |
|  |            |                        |            |                        |    |                                  |                                  |                                  |  |
|  | 1E         | Barberá Rookies        | 51         |                        |    |                                  |                                  |                                  |  |
|  | 1E         | Barberá Rookies        | 51         |                        |    |                                  |                                  |                                  |  |
|  | 2O         | Osos de Rivas          | 12         |                        |    |                                  |                                  |                                  |  |
|  | 2O         | Osos de Rivas          | 12         |                        | 1E | Barberá Rookies                  | 24                               |                                  |  |
|  |            |                        |            |                        | 1E | Barberá Rookies                  | 24                               |                                  |  |
|  |            |                        | 1O         | Las Rozas Black Demons | 51 |                                  |                                  |                                  |  |
|  | 1O         | Las Rozas Black Demons | 1O         | Las Rozas Black Demons | 51 | 50                               |                                  |                                  |  |
|  | 1O         | Las Rozas Black Demons |            |                        |    |                                  |                                  |                                  |  |
|  | 2E         | Valencia Firebats      | 6          |                        |    |                                  |                                  |                                  |  |

### Semifinali
| Barberà del Vallès 15 maggio 2021, ore 17:00 | Barberá Rookies | 51 – 12 referto | Osos de Rivas | Instal·lacions de Can Llobet |

| Las Rozas de Madrid 16 maggio 2021, ore 13:00 | Las Rozas Black Demons | 50 – 6 referto | Valencia Firebats | Campo de Rugby El Cantizal |

### II Final de la LNFA Femenina 7×7
| Las Rozas de Madrid 29 maggio 2021, ore 17:00 | Barberá Rookies | 24 – 51 referto | Las Rozas Black Demons | Estadio de La Dehesa de Navalcarbón |

## Verdetti
- Las Rozas Black Demons Vincitrici della LNFA Femenina 7×7 2021